# Tom Connolly
Thomas Henry Connolly, detto Tom (Manchester, 31 dicembre 1870 – Natick, 28 aprile 1961), è stato un arbitro di baseball inglese nella Major League Baseball (MLB). È stato introdotto nella National Baseball Hall of Fame nel 1953.

## Carriera
Connolly arbitrò nella National League dal 1898 al 1900, dopo di che arbitrò per altri 31 anni nella American League dal 1901 al 1931. In oltre mezzo secolo come arbitro e supervisore, impose gli alti standard per cui gli arbitri del circuito divennero noti e solidificando la reputazione di integrità degli umpire nelle major league. Fu eletto nella Hall of Fame nel 1953, uno dei primi due arbitri a ricevere tale onore (Bill Klem della NL fu l'altro). Connolly e Klem sono gli unici due umpire della storia ad arbitrare per cinque diversi decenni. Nella sua carriera arbitrò un record di otto World Series: 1903, 1908 (le gare pari), 1910, 1911, 1913, 1916, 1920 e 1924. Fu anche l'arbitro del perfect game di Addie Joss il 2 ottobre 1908.